# The Poet's Windfall
The Poet's Windfall er en britisk stumfilm fra 1918 af Henry Edwards.

## Medvirkende
- Henry Edwards
- John MacAndrews
- Chrissie White